# Segunda Liga 2009-2010
La Liga Vitalis 2009-2010 è stata la ventesima edizione della Liga de Honra, il secondo livello del campionato di calcio portoghese.
Per la quarta volta assunse il nome di uno sponsor: Vitalis.
A partire da questa edizione la competizione fu ridotta a 16 squadre: 4 retrocesse dalla Primeira Liga, 2 promosse dalla II Divisão e il resto salve dalla stagione precedente.
Il vincitore fu il Beira-Mar, promosso in Primeira Liga insieme alla Portimonense, seconda classificata.
Chaves e Carregado furono retrocessi in II Divisão.

## Squadre partecipanti
- Beira-Mar
- Carregado
- Chaves
- Covilhã
- Desp. Aves
- Estoril Praia
- Fátima
- Feirense
- Freamunde
- Gil Vicente
- Oliveirense
- Penafiel
- Portimonense
- Santa Clara
- Trofense
- Varzim

## Classifica
|  | Pos. | Squadra       | Pt | G  | V  | N  | P  | GF | GS | DR  |
|  | ---- | ------------- | -- | -- | -- | -- | -- | -- | -- | --- |
|  | 1.   | Beira-Mar     | 54 | 30 | 16 | 6  | 8  | 44 | 30 | +14 |
|  | 2.   | Portimonense  | 54 | 30 | 16 | 6  | 8  | 43 | 34 | +9  |
|  | 3.   | Feirense      | 52 | 30 | 14 | 10 | 6  | 37 | 24 | +13 |
|  | 4.   | Santa Clara   | 51 | 30 | 13 | 12 | 5  | 45 | 29 | +16 |
|  | 5.   | Oliveirense   | 49 | 30 | 14 | 7  | 9  | 38 | 27 | +11 |
|  | 6.   | Trofense      | 45 | 30 | 13 | 6  | 11 | 44 | 45 | -1  |
|  | 7.   | Penafiel      | 41 | 30 | 10 | 11 | 9  | 35 | 34 | +1  |
|  | 8.   | Fátima        | 38 | 30 | 8  | 14 | 8  | 31 | 31 | 0   |
|  | 9.   | Desp. Aves    | 38 | 30 | 9  | 11 | 10 | 33 | 33 | 0   |
|  | 10.  | Gil Vicente   | 38 | 30 | 9  | 11 | 10 | 36 | 32 | +4  |
|  | 11.  | Estoril Praia | 35 | 30 | 7  | 14 | 9  | 26 | 29 | -3  |
|  | 12.  | Freamunde     | 35 | 30 | 9  | 8  | 13 | 43 | 50 | -7  |
|  | 13.  | Varzim        | 31 | 30 | 6  | 13 | 11 | 25 | 38 | -13 |
|  | 14.  | Covilhã       | 30 | 30 | 7  | 9  | 14 | 35 | 49 | -14 |
|  | 15.  | Chaves        | 28 | 30 | 6  | 10 | 14 | 28 | 37 | -9  |
|  | 16.  | Carregado     | 24 | 30 | 6  | 6  | 18 | 26 | 47 | -21 |

Legenda:

      Ammesse alla Primeira Liga 2010-2011

      Retrocesse in Segunda Divisão 2010-2011